# Carignan (Quebec)
Carignan es una ciudad de la provincia de Quebec, Canadá. Es una de las ciudades que conforman la Comunidad metropolitana de Montreal y se encuentra en el municipio regional de condado de La Vallée-du-Richelieu y a su vez, en la región de Montérégie-Est en Montérégie. Hace parte de las circunscripciones electorales de Chambly a nivel provincial y de Chambly−Borduas a nivel federal.

## Geografía
Carignan se encuentra ubicada en las coordenadas 45°27′00″N 73°18′00″O / 45.45000, -73.30000. Según Statistics Canada, tiene una superficie total de 62,31 km² y es una de las 1135 municipalidades en las que está dividido administrativamente el territorio de la provincia de Quebec.

## Demografía
Según el censo de 2011, había 7966 personas residiendo en esta ciudad con una densidad poblacional de 127,8 hab./km². Los datos del censo mostraron que de las 7426 personas censadas en 2006, en 2011 hubo un aumento poblacional de 540 habitantes (7,3%). El número total de inmuebles particulares resultó de 2898 con una densidad de 46,51 inmuebles por km². El número total de viviendas particulares que se encontraban ocupadas por residentes habituales fue de 2809.